# Arogalea
Arogalea is een geslacht van vlinders van de familie tastermotten (Gelechiidae).

## Soorten
- A. albilingua Walsingham, 1911
- A. archaea Walsingham, 1911
- A. cristifasciella (Chambers, 1878)
- A. crocipunctella (Walsingham, 1891)
- A. melitoptila (Meyrick, 1923)
- A. senariella (Zeller, 1877)
- A. senecta Walsingham, 1911
- A. soronella Busck, 1914